# Яковлєв Олександр Сергійович
Олекса́ндр Сергі́йович Я́ковлєв (19 березня (1 квітня) 1906, Москва — 22 серпня 1989, Москва) — радянський авіаконструктор, генерал-полковник авіації (1946), академік АН СРСР (1976), двічі Герой Соціалістичної Праці (1940, 1957). Депутат ВР СРСР 2—11-го скликань у 1946–1989, референт Сталіна з питань авіації.

## Біографія
Народився в родині службовця. У 1916 році вступив до приватної чоловічої гімназії Страхова. У 1919—1922 роках працював кур'єром, продовжуючи навчатися в середній школі Москви. З 1922 року будував літаючі авіамоделі в шкільному гуртку. У 1920-і роки став одним із зачинателів радянського авіамоделізма, планеризм та спортивної авіації.
У 1924—1927 роках працював спочатку робітником, потім мотористом льотного загону Військово-повітряної інженерної академії імені Жуковського. Незважаючи на численні прохання і звернення, в академію його не брали, зважаючи на «не пролетарське походження». У 1927 році Яковлєв побудував легкий літак АІР АІР-1. Лише в 1927 році був зарахований до Академії імені Жуковського, яку закінчив у 1931 році.
З 1931 року працював інженером на авіаційному заводі № 39 імені Менжинського, де в серпні 1932 року організував групу легкої авіації.
15 січня 1934 року призначений начальником виробничо-конструкторського бюро Спецавіатресту Авіапрому, в 1935—1956 роках був головним конструктором. Член ВКП(б) з 1938 року.
З 11 січня 1940 по 1946 рік одночасно був заступником народного комісара авіаційної промисловості СРСР з нової техніки, з березня 1946 року — заступником міністра авіаційної промисловості СРСР (по загальних питаннях). У липні 1946 року залишив посаду заступника міністра за власним бажанням.
З 1956 по 1984 рік — генеральний конструктор ОКБ імені Яковлєва. Генерал-полковник авіації (з 1984; з 1946 по 1951 — генерал-полковник інженерно-технічної служби, з 1951 по 1984 — генерал-полковник інженерно-авіаційної служби). Академік АН СРСР (1976; член-кореспондент з 1943).
Помер 22 серпня 1989 року. Похований у Москві на Новодівичому цвинтарі (дільниця № 11).

## Літаки
Під керівництвом Яковлєва його ДКБ-115 (дослідно-конструкторське бюро) випустило понад 200 типів і модифікацій літальних апаратів, у тому числі понад 100 серійних. З 1932 р. літаки ДКБ безперервно знаходяться в крупносерійному виробництві та експлуатації. За 70 років збудовано 70 000 літаків «Як». Під час Німецько-радянської війни для фронту було збудовано 40 000 літаків «Як». На літаках КБ Яковлєва встановлено 74 світових рекорди.
| винищувачі | бомбардувальники | навчально-тренувальні | реактивні пасажирські |
| ---------- | ---------------- | --------------------- | --------------------- |
| Як-1       | Як-4 (ББ-22)     | УТ-1                  | Як-40                 |
| Як-3       | Як-26            | УТ-2                  | Як-42                 |
| Як-7       | Як-28            | Як-11                 |                       |
| Як-9       |                  | Як-18                 |                       |
|            |                  | Як-30                 |                       |
|            |                  | Як-32                 |                       |
|            |                  | Як-52                 |                       |
|            |                  | Як-54                 |                       |

На літаках Яковлєва під час Німецько-радянської війни літали:
- Радянський льотчик-ас О. І. Покришкін
- льотчики полку Нормандія-Німан

## Нагороди та премії
- двічі Герой Соціалістичної Праці (28.10.1940; 12.7.1957)
- десять орденів Леніна (27.04.1939, 28.10.1940, 06.09.1942, 25.05.1944, 02.07.1945, 15.11.1950, 31.03.1956, 31.03.1966, 23.06.1981, 17.08.1984)
- Орден Жовтневої Революції (26.4.1971)
- два ордени Червоного Прапора (3.11.1944; 26.10.1955)
- Орден Суворова I ступеня (16.9.1945)
- орден Суворова II ступеня (19.08.1944)
- орден Вітчизняної війни І ступеня (10.6.1945)
- орден Трудового Червоного Прапора (17.9.1975)
- орден Червоної Зірки (17.8.1933)
- Сталінська премія першого ступеня (1941) — за розробку нової конструкції літака («Як-1»)
- Сталінська премія першого ступеня (1942) — за розробку нової конструкції літака.
- Сталінська премія першого ступеня (1943) — за модифікацію та вдосконалення бойових літаків
- Сталінська премія першого ступеня (1946) — за розробку конструкції нового літака-винищувача «Як-3» та докорінне вдосконалення винищувача «Як-9»
- Сталінська премія першого ступеня (1947) — за розробку конструкції нового зразка бойового літака
- Сталінська премія першого ступеня (1948) — за створення нового типу бойового літака
- Ленінська премія (1972)
- Державна премія СРСР (1977)
- орден Почесного легіону ступеня «Офіцер»
- Золота авіаційна медаль ФАІ (1967)